# Volta a la Comunitat Valenciana 2016
La Volta a la Comunitat Valenciana 2016, 67a edició de la Volta a la Comunitat Valenciana, va ser una competició ciclista per etapes que es disputà entre el 3 i el 7 de febrer de 2016 sobre un recorregut de 615 km repartits entre cinc etapes. La cursa formava part del calendari de l'UCI Europa Tour 2016, amb una categoria 2.1.
La darrera edició disputada d'aquesta cursa fou el 2008, quan fou guanyada per Rubén Plaza, però la crisi econòmica obligà a la seva cancel·lació. La cursa torna de la mà dels exciclistes professionals Ángel i Rafael Casero.
El vencedor final fou el neerlandès Wout Poels (Team Sky), que liderà la cursa de cap a fi. Poels fou el vencedor de la contrarellotge individual inicial. Poels conservà les diferències en les dues següents etapes, guanyades per Daniel Martin i Dylan Groenewegen respectivament. En la quarta etapa, amb final a Xorret de Catí, Poels guanyà novament l'etapa i sentencià la Volta. La darrera etapa, amb final a València, fou guanyada per Stijn Vandenbergh, mentre Wout Poels confirmà la seva victòria final. Poels també guanyà la classificació per punts i de la muntanya, mentre el Team Sky fou el millor equip.

## Equips
L'organització convidà a 25 equips a prendre part en aquesta cursa.
- 8 equips World Tour: Team Katusha, Movistar Team, Team Sky, Etixx-Quick Step, Astana Qazaqstan Team, Team LottoNL-Jumbo, Cannondale, IAM Cycling
- 9 equips continentals professionals: Cofidis, Roompot Oranje Peloton, Bardiani-CSF, Caja Rural-Seguros RGA, Wanty-Groupe Gobert, Gazprom-RusVelo, CCC Sprandi Polkowice, Southeast-Venezuela, Team Roth
- 7 equips continentals: Burgos BH, Kinan Cycling Team, GM Europa Ovini, d'Amico–Bottecchia, Tuşnad Cycling Team, Euskadi Basque Country-Murias, Lokosphinx
- 1 selecció nacional: Espanya

## Etapes
| Etapa    | Data     | Ciutats d'etapa               | type                      | Distància (km) | Vencedor de l'etapa | Líder de la general |
| -------- | -------- | ----------------------------- | ------------------------- | -------------- | ------------------- | ------------------- |
| 1a etapa | 3 de feb | Benicàssim – Orpesa           | contrarellotge individual | 16,6           | Wout Poels          | Wout Poels          |
| 2a etapa | 4 de feb | Castelló de la Plana – Fredes | etapa de mitja muntanya   | 163,3          | Daniel Martin       | Wout Poels          |
| 3a etapa | 5 de feb | Sagunt – Alzira               | etapa plana               | 173,5          | Dylan Groenewegen   | Wout Poels          |
| 4a etapa | 6 de feb | Oriola – Xorret de Catí       | etapa de muntanya         | 141,3          | Wout Poels          | Wout Poels          |
| 5a etapa | 7 de feb | València – València           | etapa plana               | 105            | Stijn Vandenbergh   | Wout Poels          |

## Classificació final
|    | Ciclista                | Equip                 | Temps       |
| -- | ----------------------- | --------------------- | ----------- |
| 1  | Wout Poels (NED)        | Team Sky              | 14h 15' 51" |
| 2  | Luis León Sánchez (ESP) | Astana Qazaqstan Team | + 46"       |
| 3  | Beñat Intxausti (ESP)   | Team Sky              | + 56"       |
| 4  | Ion Izagirre (ESP)      | Movistar Team         | + 1' 01"    |
| 5  | Javier Moreno (ESP)     | Movistar Team         | + 1' 10"    |
| 6  | Fabio Aru (ITA)         | Astana Qazaqstan Team | + 1' 26"    |
| 7  | Diego Rosa (ITA)        | Astana Qazaqstan Team | + 1' 28"    |
| 8  | Jesús Herrada (ESP)     | Movistar Team         | + 1' 31"    |
| 9  | Daniel Navarro (ESP)    | Cofidis               | + 1' 34"    |
| 10 | Leopold König (CZE)     | Team Sky              | + 1' 50"    |

## Evolució de les classificacions
| Etapa | Vencedor          | Classificació general | Classificació per punts | Classificació de la muntanya | Classificació per equips |
| ----- | ----------------- | --------------------- | ----------------------- | ---------------------------- | ------------------------ |
| 1     | Wout Poels        | Wout Poels            | Wout Poels              | Wout Poels                   | Team Sky                 |
| 2     | Daniel Martin     | Wout Poels            | Wout Poels              | Daniel Martin                | Team Sky                 |
| 3     | Dylan Groenewegen | Wout Poels            | Wout Poels              | Daniel Martin                | Team Sky                 |
| 4     | Wout Poels        | Wout Poels            | Wout Poels              | Wout Poels                   | Team Sky                 |
| 5     | Stijn Vandenbergh | Wout Poels            | Wout Poels              | Wout Poels                   | Team Sky                 |
| Final | Final             | Wout Poels            | Wout Poels              | Wout Poels                   | Team Sky                 |